# Salón de mayo en París

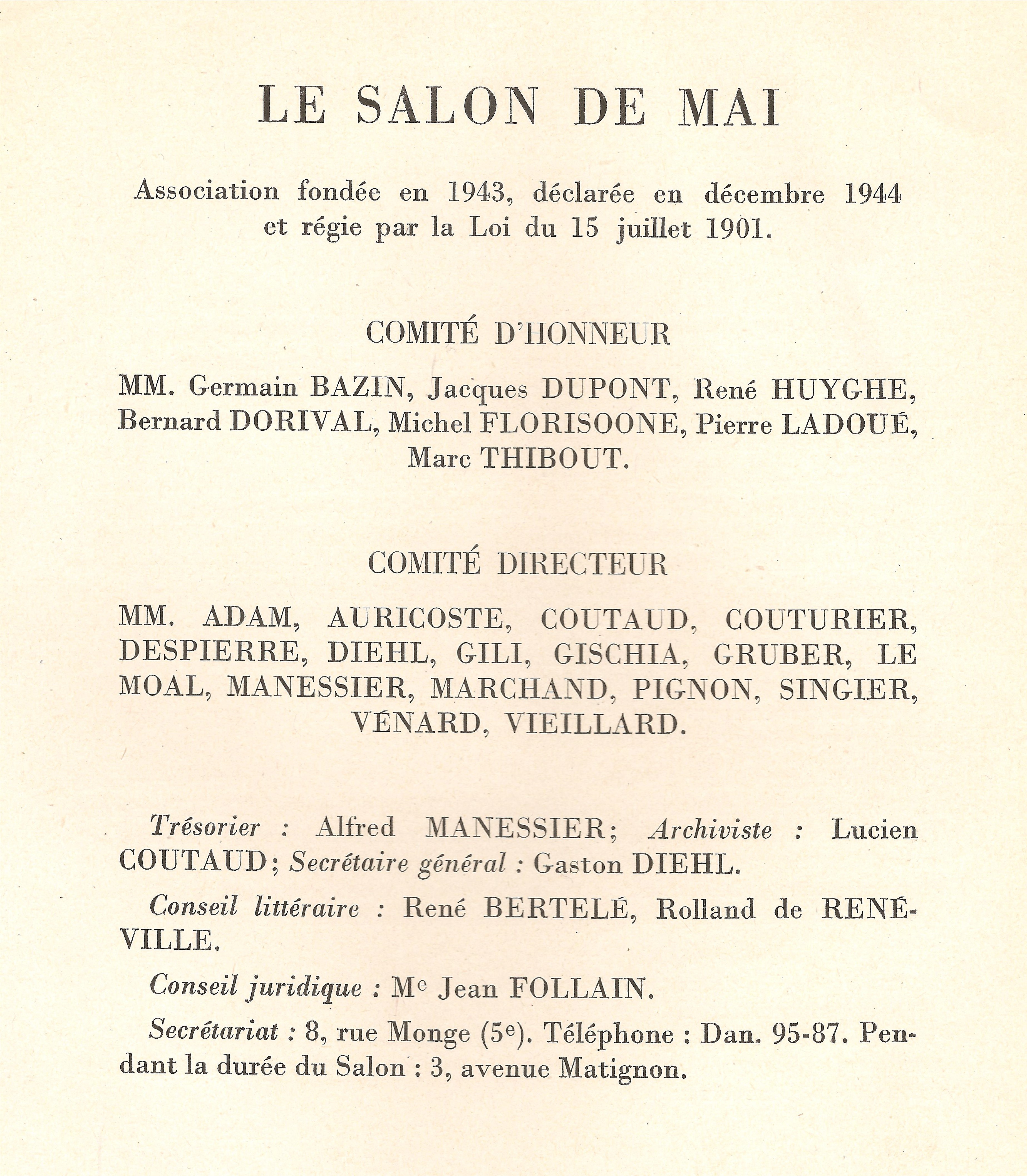
Primer salón de mayo en París

El Salón de mayo en París (Le Salon de Mai en francés) fue creado en 1943 cuando, en la sala del fondo de un figón en la calle Dauphine, en París, un pequeño grupo de pintores, escultores y grabadores se reunió con el crítico de arte Gaston Diehl. Estos artistas no tenían ninguna línea estética específica, su estilo transitaba de lo figurativo al surrealismo o a la abstracción. Tuvieron en común los artistas reunidos en aquel salón, su oposición generalizada a la ideología nazi y la condena que expresaron del arte degenerado.
Integraron la junta directiva inicial : Henri-Georges Adam, Emmanuel Auricoste, Lucien Coutaud, Robert Modisto, Jacques Despierre, Marcel Gili, Léon Gischia, Francis Gruber, Jean El Moal, Alfred Manessier, André Marchand, Édouard Pignon, Gustave Singier, Claude Venard y Roger Vieillard
Varios de entre ellos (Coutaud, Gischia, El Moal, Manessier, Marchand, Pignon, Singier) habían, en 1941, participado en la exposición Veinte jóvenes pintores de tradición francesa.

## Primera edición
Bajo la presidencia de Gaston Diehl, el primer Salón de mayoen París, tuvo lugar en la galería Pierre Maurs (3, avenida Matignon) del 29 de mayo al 29 de junio de 1945.
El comité de honor reunió a Germain Bazin, Jacques Dupont, René Huyghe, Bernard Dorival, Michel Florisoone, Pierre Ladoué y Marc Thiboutet.  Jean Follain fue el consejero jurídico.
El catálogo de este primer salón fue prologado por Gaston Diehl, con textos de René Bertelé y André Rolland de Renéville, y se publicaron en él poemas de Jacques Prévert, Lucien Becker, André Frénaud, Jean Follain y Guillevic.

## Ediciones ulteriores
Las exposiciones fueron organizadas en el Salón de mayo en las décadas siguientes (por ejemplo las pinturas de Paul Revel fueron expuestas a partir de 1964.)

## Última edición
El 64.º y último Salón de mayo se mantuvo del 6 al 11 de mayo de 2014 en el Espacio Commines (17, calle Commines, 75003 París). 
Este fue un salón particular. Rendía homenaje a aquellos que contribuyeron a su fama y que continúan su actividad artística hoy : las artistas que han sido miembros del Comité y los expositores "fieles" del Salón de mayo. Devolvió simbólicamente homenaje a los 5 000 artistas que han mostrado sus obras durante  67 años y también a todos los visitantes que sostuvieron la iniciativa original.